# Баја де Арама
Баја де Арама (рум. Baia de Aramă) је варош у југозападном делу Румуније, у историјској покрајини Влашка. Према попису из 2021. године, имала је 4478 становника и четврти је највећи град у жупанији Мехединци.
Град Баја де Арама обухвата и насеља Братилову, Бребина, Деалу Маре, Марашешти, Негоешти, Пистрица, Станешти и Титерлешти

## Историја
Археолошки је утврђен континуитет људског насељавања од више хиљада година. Град је познат по остацима из времена Дачана и по румунско-српском манастиру Баја де Арама из 17. века, некадашњем метоху манастира Хиландар.

## Географија
Град Баја де Арама налази се у средишњем делу историјске покрајине Олтеније, западног дела Влашке, око 125 km северозападно до Крајове.
Баја де Арама се налази у котлини реке Мотру. Северно од града издижу се Карпати, а јужно се пружа бреговито подручје средишње Олтеније.
Административна територија вароши простире на површини од 87,30 km².

## Становништво
| 1948. | 1977. | 1992. | 2002. | 2011. | 2021. |
| ----- | ----- | ----- | ----- | ----- | ----- |
| 1.513 | 4.899 | 5.624 | 5.648 | 5.349 | 4.478 |

Према попису из 2021. на територији вароши Баја де Арама живело је 4478 становника, од којих у самом насељу Баја де Арама живи 1827 становника, а остатак у другим насељима вароши. У односу на попис из 2011. када је било 5349 становника, забележен је пад у броју становника од 16,28% тј. 871 становник. Већинско становништво чине Румуни са 80,13%, док од мањина највише има Роми који чине 7,26%.
| Етнички састав према попису из 2021.‍ | Етнички састав према попису из 2021.‍ | Етнички састав према попису из 2021.‍ | Етнички састав према попису из 2021.‍ | Етнички састав према попису из 2021.‍ |
| ------------------------------------ | ------------------------------------ | ------------------------------------ | ------------------------------------ | ------------------------------------ |
|                                      |                                      |                                      |                                      |                                      |
| Румуни                               | Румуни                               |                                      | 3.588                                | 80,13%                               |
| Роми                                 | Роми                                 |                                      | 325                                  | 7,26%                                |
| Остали                               | Остали                               |                                      | 2                                    | 0,04%                                |
| Непознато                            | Непознато                            |                                      | 563                                  | 12,57%                               |

### Насеља
Варош Баја де Арама се састоји из 9 насеља: Баја де Арама, Братилову, Бребина, Деалу Маре, Марашешти, Негоешти, Пистрица, Станешти и Титерлешти. Од свих насеља највеће је Баја де Арама где живи 40,80% становништва вароши.
| Назив               | Румунски назив | Становништво | Становништво |
| Назив               | Румунски назив | 2011.        | 2021.        |
| ------------------- | -------------- | ------------ | ------------ |
| Баја де Арама       |                | 2204         | 1827         |
| Братилову           |                | 147          | 125          |
| Бребина             |                | 338          | 289          |
| Деалу Маре          |                | 66           | 59           |
| Марашешти           |                | 913          | 763          |
| Негоешти            |                | 813          | 698          |
| Пистрица            |                | 145          | 128          |
| Станешти            |                | 416          | 327          |
| Титерлешти          |                | 307          | 262          |
| Варош Баја де Арама |                | 5349         | 4478         |

## Историјски споменици
У табели су дати заштићени историјски споменици на територији вароши Баја де Арама од којих су манастир Баја де Арама и црква брвнара у Негоештију од националног значаја.
| Историјски споменик            | Историјски споменик            | Датирање                     | Локација      |
| ------------------------------ | ------------------------------ | ---------------------------- | ------------- |
| Манастир Баја де Арама         | Црква Светих архангела         | 1699—1703                    | Баја де Арама |
| Манастир Баја де Арама         | Келије                         | 1699—1703                    | Баја де Арама |
| Манастир Баја де Арама         | Оградни зид                    | 1699—1703                    | Баја де Арама |
| Манастир Баја де Арама         | Фонтана                        | 1699—1703                    | Баја де Арама |
| Споменик Тудору Владимирескуу  | Споменик Тудору Владимирескуу  |                              | Баја де Арама |
| Дрвени крст                    |                                |                              | Баја де Арама |
| Кућа Василеску                 | Кућа Василеску                 | Крај 19. века                | Баја де Арама |
| Кућа у Улици Републике 3       | Кућа у Улици Републике 3       | 1901.                        | Баја де Арама |
| Кућа у Улици Републике 5       | Кућа у Улици Републике 5       | 1901.                        | Баја де Арама |
| Кућа у Улици Републике 7       | Кућа у Улици Републике 7       | 1901.                        | Баја де Арама |
| Комплекс урбане архитектуре    | Комплекс урбане архитектуре    | 19. век                      | Баја де Арама |
| Црква брвнара Светих апостола  | Црква брвнара Светих апостола  | 1757, поново изграђена 1835. | Бребина       |
| Црква брвнара Светог Димитрија | Црква брвнара Светог Димитрија | Крај 18. века                | Негоешти      |
| Црква Успења Богородице        | Црква Успења Богородице        | 1819.                        | Пистрица      |
| Црква Светих архангела         | Црква Светих архангела         | 1862—1863                    | Титерлешти    |

## Галерија
- Црква брвнара у селу Бребина (историјски споменик)
- Црква посвећена "Светим апостолима Петру и Павлу" и "Светом великомученику Димитрију" из села Бребина
- Црква у селу Титерлешти (историјски споменик)
- Споменик херојима
- Кућа, ул. Републиции 3 (историјски споменик)
- Кућа, ул. Републиции 5 (историјски споменик)
- Кућа, ул. Републиции 7 (историјски споменик)
- Кућа на Калеа Вицториеи (историјски споменик)
- Кућа на Калеа Вицториеи (историјски споменик)
- Црква у селу које припада Марасести
- Црква брвнара у селу Пистрита (историјски споменик)
- Пут за село Пистрита
- Бивша школска зграда